# Frente para la Victoria (Argentinien)

Logo des Frente para la Victoria

Frente para la Victoria (FPV, spanisch für Front für den Sieg) ist ein Parteienbündnis in Argentinien, das dem Mitte-links-Spektrum zugerechnet wird und einen Teil der heutigen Ausprägungen des Peronismus umfasst. Nach Néstor Kirchners Wahlsieg 2003 bis zum Ende der Präsidentschaft von Cristina Fernández de Kirchner 2015 galt das Bündnis als stärkste politische Kraft des Landes. Zu der Zeit verfügte es im Kongress gemeinsam mit seinen Verbündeten über die absolute Mehrheit der Sitze in Abgeordnetenhaus und Senat. Bei der Präsidentschaftswahl 2019 trat das Bündnis nicht mehr an und zahlreiche Unterstützer vereinigten sich im Frente de Todos.

## Organisation und Struktur
Das lockere Parteienbündnis, das nicht den in Argentinien möglichen Status einer festen Parteienkonföderation besaß, sondern bei jeder Wahl neu als Allianz (Listenvereinigung) registriert wird, bestand hauptsächlich aus den Provinzverbänden der peronistischen Partei Partido Justicialista (PJ), die die Regierungspolitik von Néstor Kirchner und Cristina Fernández de Kirchner unterstützten. Weiterhin gehörten die eigens zur Konsolidierung der Allianz 2003 gegründete Partei Partido de la Victoria sowie die 2010 gegründete Partei KOLINA ununterbrochen dem Frente para la Victoria an.
Daneben wurde das Bündnis von wechselnden Klein- und Regionalparteien unterstützt, darunter seit 2011 die nach ihrer Mitgliederzahl drittgrößte argentinische Partei Partido Frente Grande, die der Hauptakteur in der Allianz Frente País Solidario war. Auch einzelne Politiker und Provinzverbände der früheren Volkspartei Unión Cívica Radical hatten sich zeitweise dem FPV angeschlossen. Bei Wahlen trat der FPV oft sowohl unter einem eigenen Logo als auch unter dem offiziellen PJ-Logo an.
Viele eng mit dem Parteienbündnis und der als Kirchnerismo bezeichneten Regierungspolitik des Ehepaars Kirchner verbundene Organisationen waren in der 2012 auf Initiative Cristina Kirchners gegründeten  politischen Front Unidos y Organizados organisiert, darunter die bedeutende peronistische Jugendorganisation La Cámpora.

## Geschichte
Der FPV wurde auf Bundesebene 2003 anlässlich der Präsidentschaftswahlen gegründet. Wegen Differenzen um den Präsidentschaftskandidaten konnte die Partido Justicialista nicht geschlossen zur Wahl antreten und stellte daher drei verschiedene Listen auf. Die Unterstützer von Néstor Kirchner, dem damaligen Gouverneur der Provinz Santa Cruz, firmierten dabei unter dem Namen Frente para la Victoria, der von Kirchner bei den Provinzwahlen in Santa Cruz bereits seit 1991 benutzt wurde. Nach der Wahl, die von Kirchner gewonnen wurde, blieb die Fragmentierung der Partei bestehen. So trat der Frente para la Victoria ebenfalls zu den Parlamentswahlen 2005 und den Präsidentschaftswahlen 2007 an und gewann beide Wahlen souverän.
Ab 2008 gingen nach dem Konflikt zwischen Regierung und Agrarverbänden zunehmend führende Politiker des Partido Justicialista auf Distanz zur Regierung Kirchner. Diese verbündeten sich unter dem Schlagwort Peronismo Federal und gründeten ebenfalls eine Wahlallianz, Compromiso Federal. Die Spaltung zwischen FPV und Peronismo Federal blieb auch in den Folgejahren bestehen. Bei den Präsidentschaftswahlen 2019 trat das Bündnis nicht mehr an, stattdessen vereinigten sich zahlreiche der Unterstützer und Mitglieder im letztendlich siegreichen Bündnis Frente de Todos.

## Profil
Das FPV wird oft mit dem linken, sozialdemokratisch orientierten Flügel der PJ gleichgesetzt, obwohl in der Allianz auch konservative Politiker wie Gildo Insfrán, Guillermo Moreno und José Alperovich sowie Wirtschaftsliberale wie Amado Boudou auftraten. Laut dem Programm tritt das Bündnis für einen erweiterten Föderalismus, soziale Sicherung und Rechtssicherheit sowie durch einen neokeynesianistischen Wirtschaftsplan zur Förderung der heimischen Unternehmen ein.